# Триплатинагаллий
Триплатинагаллий — бинарное неорганическое соединение
платины и галлия
с формулой GaPt3,
кристаллы.

## Получение
- Сплавление стехиометрических количеств чистых веществ:

{\displaystyle {\mathsf {3Pt+Ga\ {\xrightarrow {1374^{o}C}}\ GaPt_{3}}}}

## Физические свойства
Триплатинагаллий образует кристаллы
кубической сингонии,
пространственная группа P m3m,
параметры ячейки a = 0,3892 нм, Z = 1,
структура типа силицида железа FeSi
.
Соединение конгруэнтно плавится при температуре 1374 °C
и имеет область гомогенности 69÷76 ат. % платины.
Имеются ещё две фазы:
- γ1-GaPt3, тетрагональная сингония, пространственная группа I 4/mcm, параметры ячейки a = 0,54920 нм, c = 0,78102 нм, Z = 4, структура типа силицида триурана U3Si, образуется по перитектоидной реакции при температуре 255°С;
- γ2-GaPt3, тетрагональная сингония, пространственная группа P 4/mbm, параметры ячейки a = 0,54674 нм, c = 0,78916 нм, Z = 4, образуется по перитектоидной реакции при температуре 210°С[1];